# Hrvatska novinska izdanja
Novinska izdanja su vid informiranja i zabave javnosti putem papirnatih izdanja. Novinska izdanja koja izlaze svakodnevno popularno se zovu novine, jer im je težište na vijestima, novostima ili novinama. Novinska izdanja koja izlaze tjedno, svaka dva tjedna, mjesečno ili još rjeđe zovemo upravo tako: tjednik, polumjesečnik, mjesečnik, i njihovo je težište na komentarima, slikovnim prilozima u boji i zabavi javnosti.

## Dnevne novine
Dnevne novine u Hrvatskoj (abecednim redom):
- Glas Istre (Pula)
- Glas Slavonije (Osijek)
- Jutarnji list (Zagreb)
- Novi list (Rijeka)
- Slobodna Dalmacija (Split)
- Večernji list (Zagreb)
- Vjesnik (Zagreb)
- 24 sata (Zagreb)
- La Voce del Popolo (Rijeka)
- Sportske novosti (Zagreb)
- Sport (dnevni list, Split) (Split)
- Poslovni dnevnik (Zagreb)
- Metro express (Zagreb)
- Zadarski list (Zadar)

### Dnevnici koji su prestali izlaziti
- DAN/Dalmatinske Novine (Split) (izlazile su u 2. polovici 1990-ih)
- Dan (dnevnik i tjednik, Split) (1903. – 1920.), Split, katolički antisocijalistički list, naizmjence tjednik i dnevnik
- Jedinstvo (dnevni list, Split), Split
- Slavonski dom (2006. – 2009.), Osijek
- Novo doba (Split) (izlazile su do 2. svjetskog rata)
- Hrvatska riječ (Split) (1924.)
- Hrvatski glasnik (Split), (1938. – 1940.), HSS-ov list
- Jadranska pošta, Split, (1925. – 1934.)
- Jadranski dnevnik, Split, (1934. – 1938.)
- Velebit (dnevni list, Split) (1908.), list Ante Trumbića
- Hrvatska riječ (Zagreb)
- Die Drau (1868. – 1907. tjednik, 1907. – 1929. dnevnik), Osijek
- Obzor, dnevni list iz Zagreba[1] (izlazio kao Pozor, nakon zabrane kao Novi pozor, Zatočnik, Branik)
- Pokret, dnevni list od 1904.
- Hrvatski pokret (1910. – 1915.), gl. glasilo Hrvatske ujedinjene samostalne stranke, Zagreb
- Novosti (Zagreb)[1]
- Agramer Tagblatt (1888. – 1922.), kao Zagreber Tagblatt (1922. – 1926.), Zagreb
- Agramer Zeitung (1848. – 1912.), Zagreb
- Svijet
- Domobran (1864. – 1866.), Zagreb
- Hrvatska domovina (1895. – 1900.)(domovinaški pravaši), Zagreb
- Hrvatsko pravo (frankovački pravaši)
- Hrvat (pravaši) (1918. – 1929.), Zagreb
- Slobodna riječ (gl. glasilo Socijaldemokratske stranke Hrvatske i Slavonije, Zagreb) (1902. – 1914.)
- Riječke novine, katolički dnevni list
- Hrvatske novine, Pula, izlazile od 1915.
- Hrvatske list, Pula, (1915. – 1918.)
- Hrvatski list, Osijek (1921. – 1945.)
- Primorske novine, Sušak
- Straža, Sušak
- Hrvatska obrana, Sušak
- Zagrebački list (1938. – 1941.)
- Hrvatski dnevnik, HSS-ov dnevni list
- Večer, Zagreb
- Hrvatski narod, Zagreb
- Novi list, Zagreb
- Večernje novosti, Osijek
- Večernje novosti, Zagreb
- Narodna obrana, Osijek
- Hrvatska obrana, Osijek
- Pozor, Osijek
- Jug, Osijek
- Zora, Osijek
- Straža, Osijek
- Magyar ujság, Osijek
- Der Abend, Osijek
- Jugoslavenska zastava, Osijek
- Narodni glas, Osijek

1940. godine je u Hrvatskoj izlazilo 15 dnevnih listova, od toga 10 u Zagrebu.

## Tjednici, polumjesečnici i mjesečnici
Tjednika, polumjesečnika i mjesečnika u Hrvatskoj je mnogo, tako je ovdje navedeno samo nekolicina:
- - Hrvatsko slovo
  - Fokus (prestao izlaziti 2009. godine)
  - Hrvatski tjednik
  - Glas Koncila
  - Feral Tribune (prestao izlaziti 2008. godine)
  - Globus
  - Nacional
  - Privredni vjesnik
  - Novi tjednik (Šibenik)
  - Novosti (srpski tjednik)
  - 7Dnevno
  - 7Plus Regionalni tjednik

- računalno orijentirani
  - Bug
  - PCchip
  - Vidi
  - Enter

- orijentirani ženskom spolu
  - Gloria (1994. – danas)
  - Story
  - Mila
  - Tena
  - Lisa

## Poveznice
- radio u Hrvatskoj
- televizija u Hrvatskoj
- internet u Hrvatskoj